# Робітниче селище Ардатов
Робітниче селище Ардатов (рос. Рабочий посёлок Ардатов) — міське поселення в Ардатовському районі Нижньогородської області Російської Федерації.
Адміністративний центр — робітниче селище Ардатов.

## Історія
Статус і кордони міського поселення встановлені Законом Нижньогородської області від 15 червня 2004 року № 60-З «Про наділення муніципальних утворень — міст, робітничих селищ і сільрад Нижньогородської області статусом міського, сільського поселення».
Законом Нижньогородської області від 1 листопада 2011 року № 156-З муніципальні утворення — міське поселення робітниче селище Ардатов і сільське поселення Котовська сільрада перетворені, шляхом їх об'єднання, у муніципальне утворення робітниче селище Ардатов, яке наділене статусом міського поселення.
Законом Нижньогородської області від 7 квітня 2017 № 39-З муніципальні утворення — міське поселення робітниче селище Ардатов і сільське поселення Чуварлей-Майданська сільрада перетворені, шляхом їх об'єднання, у муніціпальне утворення робітниче селище Ардатов, яке наділене статусом міського поселення.

## Населення
| 2002    | 2008  | 2009  | 2010    | 2011    | 2012    | 2013    |
| ------- | ----- | ----- | ------- | ------- | ------- | ------- |
| 24 635  | ↘9872 | ↘9758 | ↗21 423 | ↘10 153 | ↗10 501 | ↘10 271 |
| 2014    | 2015  | 2016  | 2017    |         |         |         |
| ↘10 056 | ↘9787 | ↘9778 | ↘9753   |         |         |         |

## Склад міського поселення
| №  | Населений пункт | Тип населеного пункту                    | Населення |
| -- | --------------- | ---------------------------------------- | --------- |
| 1  | Ардатов         | робітниче селище, адміністративний центр | ↘8777     |
| 2  | Александровка   | село                                     | ↘17       |
| 3  | Березовка       | село                                     | ↘42       |
| 4  | Гарі            | село                                     | ↘51       |
| 5  | Дубовка         | село                                     | ↗82       |
| 6  | Журелейка       | село                                     | ↘302      |
| 7  | Ізмайловка      | село                                     | ↘87       |
| 8  | Кавлей          | присілок                                 | ↘18       |
| 9  | Каркалей        | присілок                                 | ↘128      |
| 10 | Кармалейка      | село                                     | ↘37       |
| 11 | Котовка         | село                                     | ↘478      |
| 12 | Кудлей          | село                                     | ↘14       |
| 13 | Леметь          | село                                     | ↘236      |
| 14 | Новолей         | присілок                                 | ↘7        |
| 15 | Обход           | присілок                                 | ↘49       |
| 16 | Поляна          | село                                     | ↘331      |
| 17 | Сиязьма         | село                                     | ↘17       |
| 18 | Сосновка        | село                                     | ↘0        |
| 19 | Ужовка          | присілок                                 | ↘0        |
| 20 | Урвань          | присілок                                 | ↘19       |
| 21 | Чуварлей-Майдан | село                                     | ↘222      |
| 22 | Чуварлейка      | село                                     | ↘41       |